# Чемпионат СССР по вольной борьбе 1978
34-й чемпионат СССР по вольной борьбе проходил в Минске с 22 по 25 июня 1978 года. В соревнованиях участвовал 261 борец.

## Медалисты
| Весовая категория   | Золото                                   | Серебро                                          | Бронза                                         |
| ------------------- | ---------------------------------------- | ------------------------------------------------ | ---------------------------------------------- |
| Наилегчайший вес    | Сергей Корнилаев «Труд» (Москва)         | Роман Дмитриев Вооружённые Силы (Москва)         | Н. Джафаров «Динамо» (Тбилиси)                 |
| Легчайший вес       | Аршак Саноян «Буревестник» (Ереван)      | Михаил Савинов «Труд» (Чебоксары)                | Михаил Ноговицын Вооружённые Силы (Киев)       |
| Полулёгкий вес      | Бузай Ибрагимов «Урожай» (Махачкала)     | А. Багавов «Буревестник» (Минск)                 | Магомед-Гасан Абушев «Динамо» (Махачкала)      |
| Лёгкий вес          | Владимир Юмин «Динамо» (Каспийск)        | Тасолтан Хатагов Вооружённые Силы (Орджоникидзе) | Борис Базаев Вооружённые Силы (Москва)         |
| 1-й полусредний вес | Майрбек Юсупов «Буревестник» (Махачкала) | Павел Пинигин Вооружённые Силы (Киев)            | Ихаку Гайдарбеков Вооружённые Силы (Махачкала) |
| 2-й полусредний вес | Пётр Марта Вооружённые Силы (Кишинёв)    | П. Демьянов «Спартак» (Киев)                     | Руслан Ашуралиев «Урожай» (Махачкала)          |
| 1-й средний вес     | Александр Маркович «Динамо» (Минск)      | Магомедхан Арацилов «Урожай» (Махачкала)         | Григорий Данько Вооружённые Силы (Киев)        |
| 2-й средний вес     | Анатолий Прокопчук «Спартак» (Москва)    | Алаш Даудов «Колос» (Харьков)                    | Хасан Орцуев «Динамо» (Грозный)                |
| Полутяжёлый вес     | Илья Мате «Колос» (Донецк)               | Асланбек Бисултанов Вооружённые Силы (Грозный)   | Иван Ярыгин «Труд» (Красноярск)                |
| Тяжёлый вес         | Сослан Андиев «Динамо» (Орджоникидзе)    | Борис Бигаев Вооружённые Силы (Киев)             | Салман Хасимиков Вооружённые Силы (Москва)     |